# مايك لازاريديس
مايك لازاريديس (بالإنجليزية: Mike Lazaridis)‏ (ولد في 14 مارس 1961) هو مؤسس والرئيس التنفيذي السابق لشركة بلاك بيري (ريسيرتش إن موشن سابقاً) الشركة المصنعة والمالكة لجهاز الهاتف المحمول بلاك بيري، وهو أيضا الرئيس السابق لجامعة واترلو.

## الشخصية، والتعليم، والتاريخ الوظيفي
ولد لازاريديس في إسطنبول، تركيا من أصول يونانية (البونتيكيين على وجه التحديد)، وفي سن الخمس سنوات انتقلت عائلته إلى كندا في عام 1966، استقر في وندسور، أونتاريو. وفي سن ال 12 حصل على جائزة المكتبة العامة بوندسور لقراءته جميع الكتب العلمية في المكتبة. والتحق في عام 1979 بجامعة واترلو في الهندسة الكهربائية.

## الجوائز والأوسمة
في 21 أكتوبر 2000 تلقى لازاريديس درجة دكتوراه فخرية في الهندسة من جامعة واترلو، وفي يونيو 2003، أصبح الرئيس الثامن لجامعة واترلو. في عام 2006 حصل على وسام كندا وعضوية وسام أونتاريو.

## روابط خارجية
- مايك لازاريديس على موقع IMDb (الإنجليزية)
- مايك لازاريديس على موقع إن إن دي بي (الإنجليزية)